# Hildegard König
Hildegard König (* 17. Februar 1954 in Tuttlingen) ist eine deutsche Theologin und im speziellen Patrologin.

## Leben
Sie studierte von 1973 bis 1979 Germanistik und katholische Theologie in Tübingen, wo sie 1979 das erste Staatsexamen für das Lehramt an Gymnasien ablegte. 1981 legte sie das zweite Staatsexamen ab. Von 1981 bis 1987 war sie wissenschaftliche Angestellte am Lehrstuhl Alte Kirchengeschichte der Universität Tübingen, wo sie 1990 zur Dr. theol. promoviert wurde (bei Hermann Josef Vogt). An der Universität Luzern vertrat sie von 1991 bis 1992 den Lehrstuhl Kirchengeschichte. In Rom hielt sie sich von 1992 bis 1993 für einen Studienaufenthalt am Istituto Patristico Augustinianum auf. Von 1993 bis 1996 	hatte sie Lehraufträge an den Universitäten Frankfurt und Tübingen. Von 1997 bis 2003 lehrte sie als Hochschuldozentin für Historische Theologie an der RWTH Aachen. Die TZI-Ausbildung absolvierte sie von 2000 bis 2003. Bei Georg Schöllgen und der Zweitgutachterin Gisela Muschiol wurde sie 2007 habilitiert. Das Unternehmen Kurs König – Bildung, Beratung, Begleitung gründete sie 2007. Im Sommersemester 2009 war sie Gastprofessorin an der Ludwig-Maximilians-Universität München. Im Wintersemester 2009/2010 	hatte sie einen Lehrauftrag an der Universität Siegen. Zwischen 2010 und 2020 lehrte sie als außerplanmäßige Professorin für Kirchengeschichte an der TU Dresden.
Ihre Arbeitsschwerpunkte sind Patristik, alte Kirchengeschichte und frühchristliche Kunst. Ihre Forschungsschwerpunkte sind historische Genderforschung, Genderforschung und kirchliche Zeitgeschichte und Schnittstellen der Kirchen- und Kunstgeschichte.

## Schriften (Auswahl)
- Apponius. Die Auslegung zum Lied der Lieder. Die einführenden Bücher I-III und das christologisch bedeutsame Buch IX, eingeleitet, übersetzt und kommentiert (= Vetus Latina. Band 21). Herder, Freiburg im Breisgau 1992, ISBN 3-451-21935-2 (zugleich Dissertation, Tübingen 1990).
- als Herausgeberin mit Irene Leicht: Heilige Unruh. Bewegende Frauen in den Zeiten der Kirche (= FrauenSpuren). Don-Bosco-Verlag, München 2000, ISBN 3-7698-1252-2.
- von fall zu fall – Psalmengebete für Lebenskrisen (= FrauenSpuren). Don-Bosco-Verlag, München 2001, ISBN 3-7698-1326-X.
- mensch werden – andere weihnachtsgedichte (= FrauenSpuren). Don-Bosco-Verlag, München 2002, ISBN 3-7698-1381-2.
- „Dass du dich retten lässt, das drängt mich sehr!“ – Clemens von Alexandrien als Seelsorger: ein wenig beachteter Zugang zu Person und Werk. Bonn 2005 (zugleich Habilitationsschrift). urn:nbn:de:hbz:5-20590
- mit Jürgen Föller: mach dich auf und lebe – psalmengedichte und meditationen zum heilwerden. Beuroner Kunstverlag, Beuron 2009, ISBN 978-3-87071-200-6.
- als Herausgeberin mit Katrin Bederna: Wohnt Gott in der Kita? Religionssensible Erziehung in Kindertageseinrichtungen. Cornelsen Scriptor, Berlin 2009, ISBN 978-3-589-24670-0.